# Black Traffic
Albums de Skunk Anansie
Wonderlustre
(2010) Anarchytecture
(2016)
Singles
1. I Believed in You
2. I Hope You Get to Meet Your Hero

Black Traffic est le cinquième album studio du groupe britannique de rock alternatif Skunk Anansie sorti en 2012. Il n'a eu qu'un succès modéré au Royaume-Uni, où il s'est classé à la 42e place du classement des ventes d'albums mais a remporté plus de succès dans d'autres pays européens, notamment en Suisse (7e place) et surtout en Italie, où il a atteint la 2e place.

## Accueil critique
Parmi les critiques positives, François Alvarez, de Music Story, lui donne 3,5 étoiles sur 5, estimant que le groupe « poursuit une évolution qui a le bon goût de ne pas renier la sauvagerie animale qui a fait son charme au début » et mettant en avant les titres I Will Break You, I Believed in You et Satisfied? qui « font le boulot sans aucun remords, riffs punk et pied au plancher », ainsi que I Hope You Get to Meet Your Hero, Our Summer Kills the Sun et Drowning dans un registre plus calme. Pour Jon O'Brien, d'AllMusic, qui lui donne aussi 3,5 étoiles sur 5, il y a « peu de titres dans cet album qui auraient semblé hors de propos lors de leur heure de gloire » et « sans atteindre les sommets de Stoosh ou de Post Orgasmic Chill, l'album fait plus que justifier la renaissance du groupe ». Le site Forces parallèles, lui donne 4 étoiles sur 5, mettant en avant « l'alliance de cette rage énergique et d'une émotion à fleur de peau » pour « ce cru 2012 en tout point excellent » avec une « section rythmique pied au plancher » et des titres « intelligemment produits » dont certains, plus calmes, « viennent s'intercaler au bon moment ». Et Kerrang! lui donne la note de 8/10 en affirmant que « les riffs sont de retour ».
Du côté des critiques négatives, Pete Cashmore, du New Musical Express, lui donne la note de 1/10, évoquant un « metal light et lourdaud ». Et Enio Chiola, de PopMatters, lui donne la note de 4/10, affirmant que l'album est une « réponse hard rock forcée aux critiques ayant suivi la sortie du sincère mais trop doux Wonderlustre ».

## Liste des chansons
| No  | Titre                            | Durée |
| --- | -------------------------------- | ----- |
| 1.  | I Will Break You                 | 3:11  |
| 2.  | Sad Sad Sad                      | 2:56  |
| 3.  | Spit You Out feat. Shaka Ponk    | 3:29  |
| 4.  | I Hope You Get to Meet Your Hero | 3:43  |
| 5.  | I Believed in You                | 3:12  |
| 6.  | Satisfied?                       | 3:21  |
| 7.  | Our Summer Kills the Sun         | 4:13  |
| 8.  | Drowning                         | 4:11  |
| 9.  | This Is Not a Game               | 3:23  |
| 10. | Sticky Fingers in Your Honey     | 2:34  |
| 11. | Diving Down                      | 3:49  |

## Interprètes
- Skin (Deborah Dyer) : chant
- Ace (Martin Ivor Kent): guitare
- Cass (Richard Keith Lewis): basse
- Mark Richardson : batterie, percussions